# Éclipse solaire du 5 novembre 2059
L'éclipse solaire du 5 novembre 2059 est une éclipse annulaire.

## Parcours
L'éclipse débutera en océan Atlantique Nord dans le golfe de Gascogne.
La première terre touchée par l'éclipse au petit matin sera la côte sud-ouest de la France métropolitaine (Nouvelle-Aquitaine). L'éclipse continuera vers le sud-est par l'Occitanie en touchant la frontière espagnole (Andorre, nord de la Catalogne), puis traversera la mer Méditerranée par le Golfe du Lion, en passant par le sud de la Corse puis les îles italiennes de Sardaigne et Sicile. Elle finira de traverser la Méditerranée pour continuer sur l'Afrique du Nord-Est en passant par le nord-est de la Libye, l'Égypte, longera les côtes de la Mer Rouge au Soudan, Érythrée et Djibouti, ainsi que la pointe sud-ouest du Yémen et le Golfe d'Aden. Son maximum se produira sur la corne de l'Afrique, en Somalie. Puis, l'éclipse traversera l'océan Indien pour finir à Sumatra.